# Eisenbahnunfall von Braz 1995

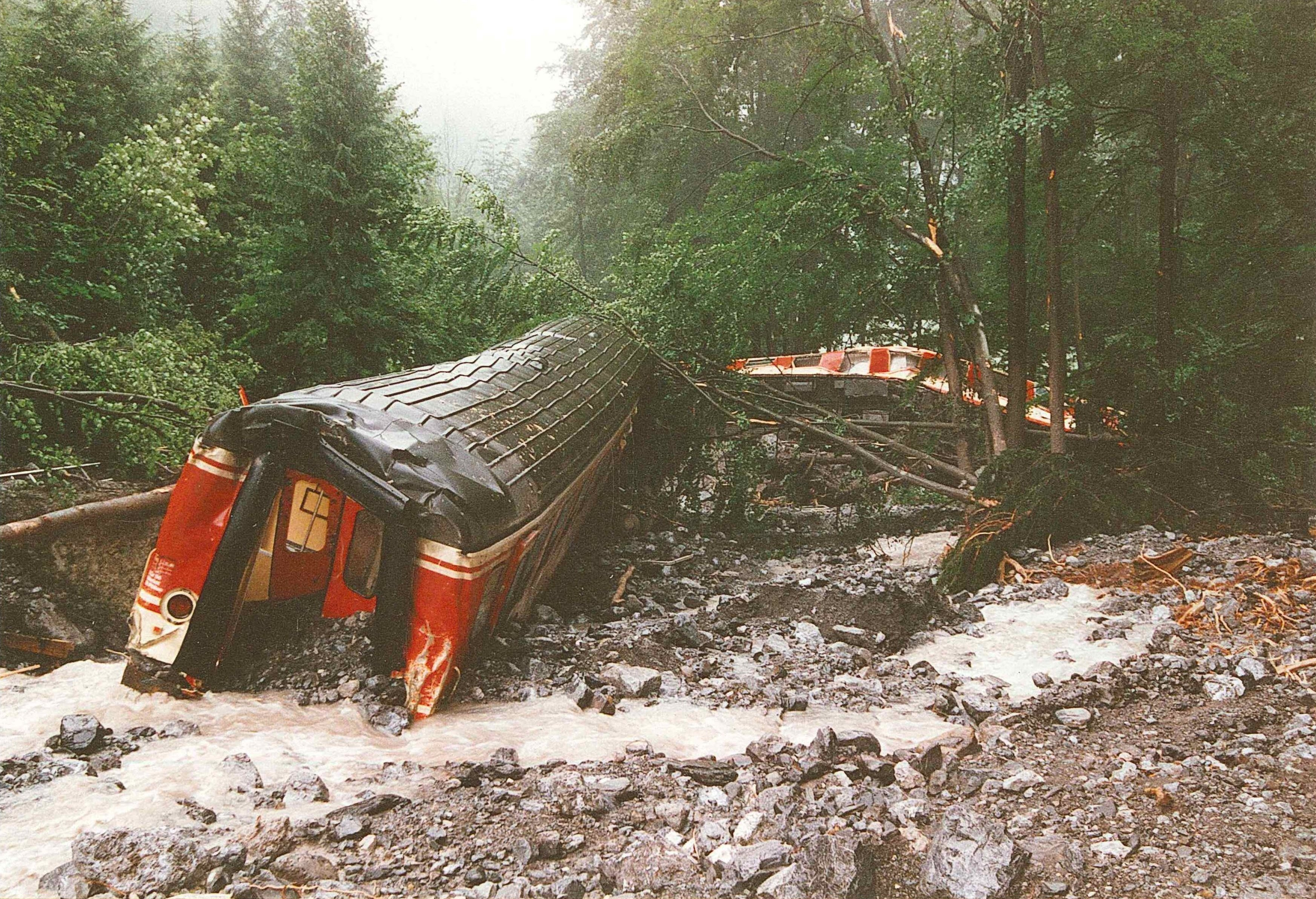
Zwei der verunfallten Personenwagen im Bachbett des Masonbachs

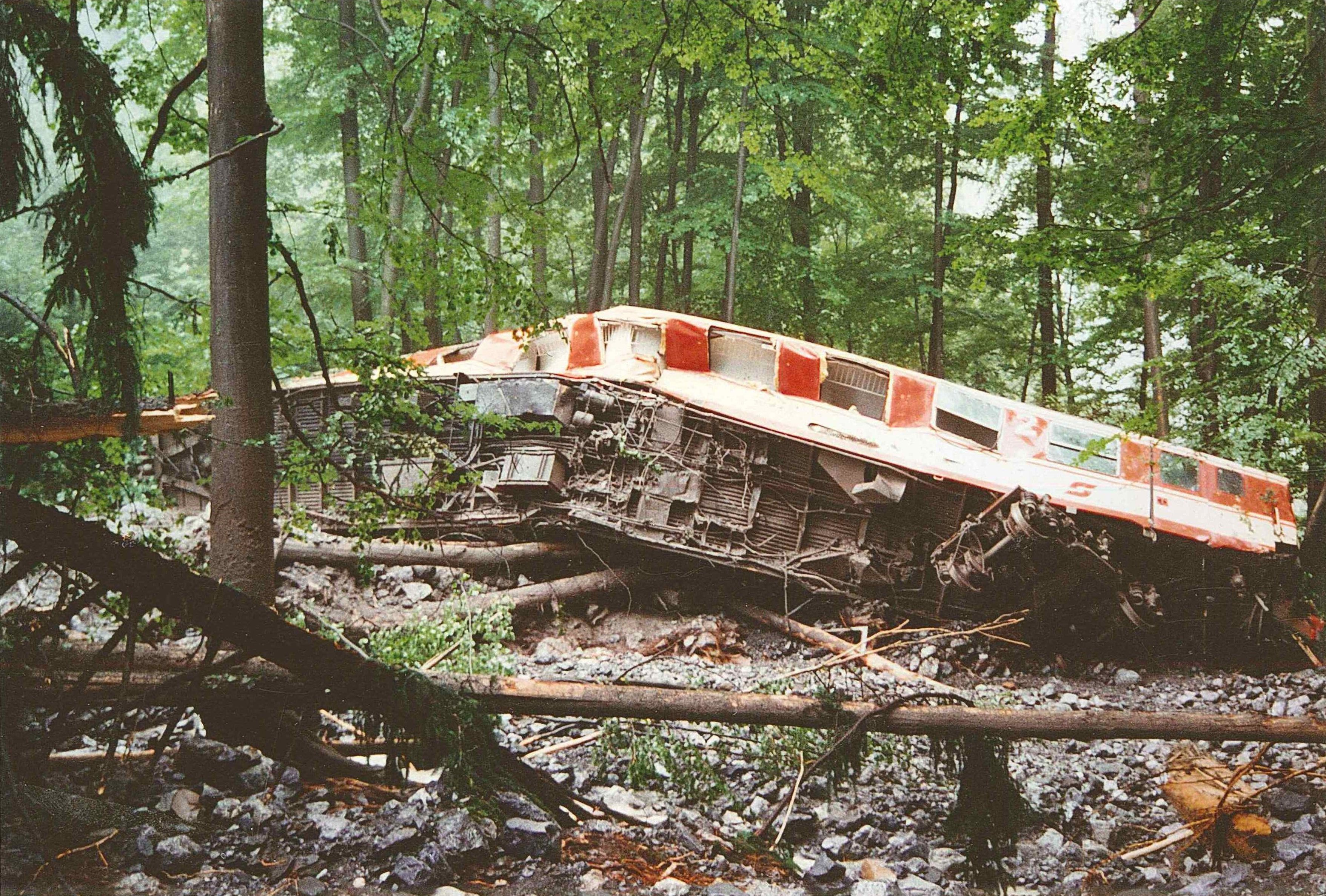
Blick auf den verunfallten ersten Waggon nach der Lokomotive

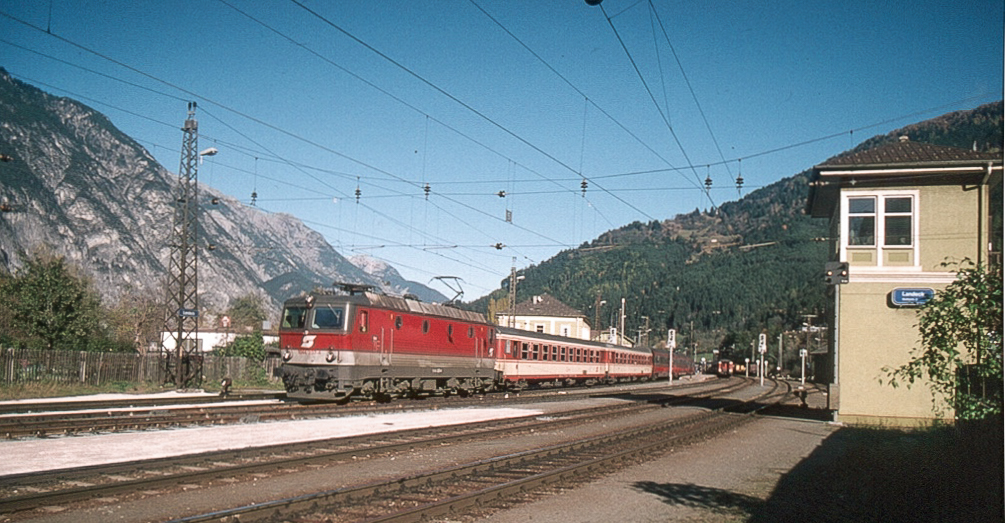
Baugleicher Intercity-Zug auf der Arlbergstrecke im Jahr 1993

Beim Eisenbahnunfall von Braz entgleiste am 11. August 1995 nach einem Murgang ein Intercity auf der Arlbergbahn bei Innerbraz, wobei vier Menschen starben. 

## Ausgangslage
Der IC 566 Niederösterreichische Tonkünstler kam von Wien Westbahnhof und war gegen 18.45 Uhr auf der elektrifizierten Arlbergbahn talabwärts in Richtung Bludenz unterwegs. Gezogen wurde er von der Elektrolokomotive ÖBB 1044 047. Am Zugende befand sich eine weitere Lokomotive.
Kurz zuvor war im Vorarlberger Klostertal ein sehr heftiges Gewitter mit anhaltendem Starkregen niedergegangen.

## Unfallhergang

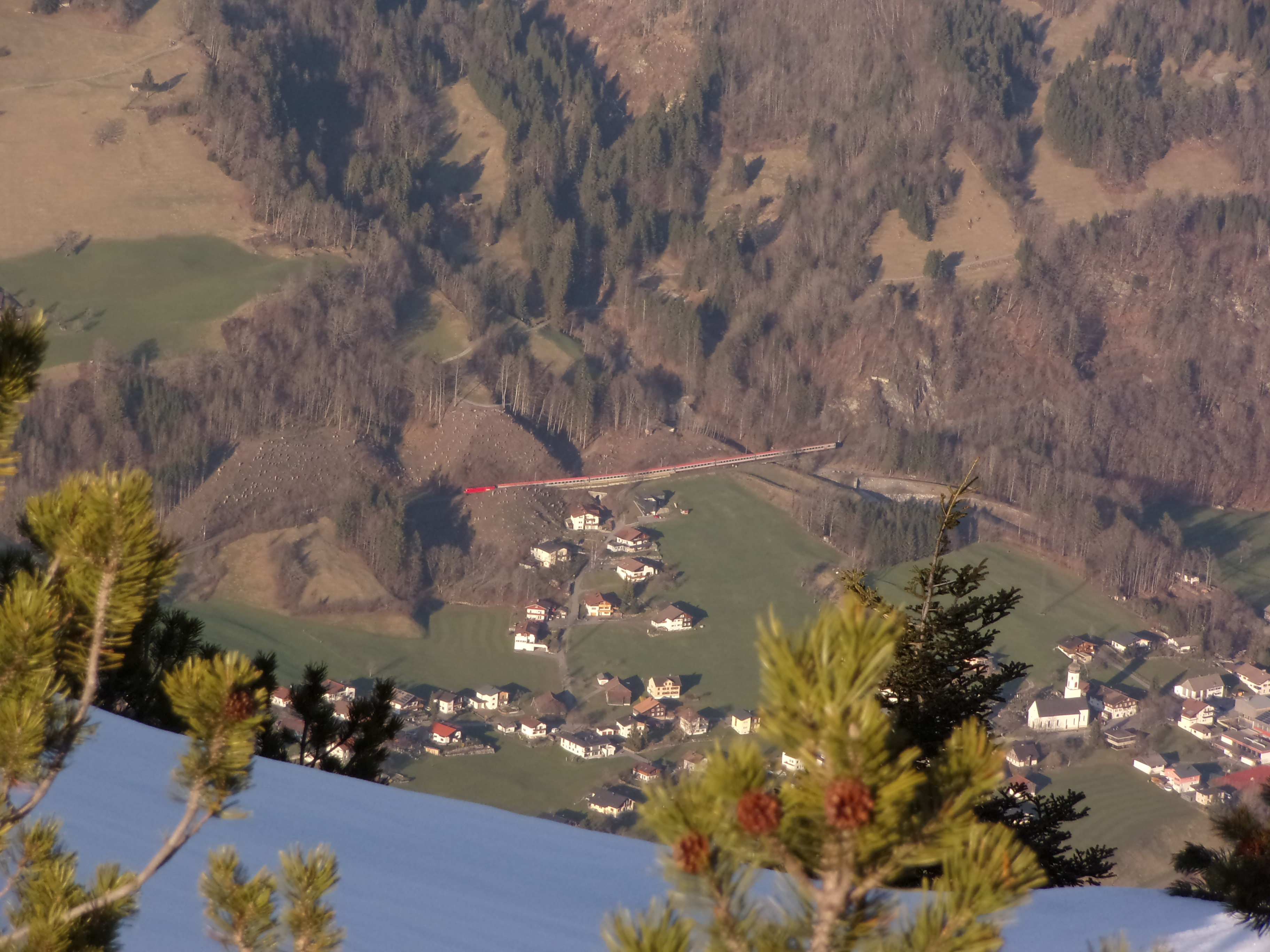
Ein EC 164 passiert die Masonbachbrücke (unter dem vorletzten Wagen) im Jahr 2020

Der heftige Niederschlag löste im Bereich des Masonbachs, unmittelbar östlich des Ortszentrums der Gemeinde Innerbraz, einen Murenabgang aus. Dieser erfasste die Eisenbahnbrücke über den Masonbach und riss sie mit sich. Dadurch riss auch die Oberleitung, die Bahnstrecke war im betreffenden Abschnitt sofort stromlos und die Lokomotive leitete automatisch eine Schnellbremsung ein. Das reichte aber nicht mehr aus, um den Zug vor Erreichen der von dem Brückeneinsturz verursachten Unterbrechung der Strecke zum Halten zu bringen. Der Fahrtenschreiber der hinteren Lokomotive registrierte einen Bremsweg von lediglich 50 Metern. Die führende Lokomotive sowie drei nachfolgende Personenwagen stürzten ins Bett des Masonbachs. Der folgende Personenwagen, der nicht in die Schlucht gestürzt war, kippte auf dem Gleis um, die weiteren vier Personenwagen des Zuges blieben auf dem Gleiskörper stehen.

## Folgen
Der Lokomotivführer sowie drei Fahrgäste starben bei dem Eisenbahnunfall.
Am nachfolgenden Rettungseinsatz waren mehrere hundert Feuerwehrleute, Rettungssanitäter und Notärzte sowie vier Rettungshubschrauber beteiligt. Auch das österreichische Bundesheer beteiligte sich mit Soldaten des Bregenzer Pionier- und ABC-Abwehrzugs nach einer Anforderung durch den Bludenzer Bezirkshauptmann im Rahmen eines Assistenzeinsatzes an den Such-, Rettungs- und Aufräumarbeiten. Die Bahnstrecke blieb nach dem Unfall wegen der Aufräum- und Reparaturarbeiten für mehr als drei Wochen gesperrt.
Die verunfallte Lokomotive wurde aufgrund der gravierenden Schäden an Rahmen und Blechaufbau nach dem Ausbau brauchbarer Teile noch vor Ort verschrottet.

## Weitere Eisenbahnunfälle
1971 entgleiste ein Spirituszug zwischen Dalaas und Braz aufgrund von Bremsversagen; seine Ladung ging großteils in Flammen auf. 2010 gab es einen weiteren Eisenbahnunfall im Bereich des Bahnhofs Braz, als ein Güterzug entgleiste; siehe Eisenbahnunfall von Braz 2010. 